# Municipalità regionale della contea di Memphrémagog
La municipalità regionale di contea di Memphrémagog è una municipalità regionale di contea del Canada, localizzata nella provincia del Québec, nella regione di Estrie.
Il suo capoluogo è Magog.

## Suddivisioni
City e Town
- Magog
- Stanstead

Municipalità
- Austin
- Bolton-Est
- Eastman
- Hatley
- Ogden
- Saint-Benoît-du-Lac
- Saint-Étienne-de-Bolton
- Sainte-Catherine-de-Hatley

Township
- Hatley
- Orford
- Potton
- Stanstead

Villaggi
- Ayer's Cliff
- North Hatley
- Stukely-Sud